# Пундак, Рон
Рон Пундак (ивр. רון פונדק‎;
1955, Тель-Авив — 11 апреля 2014, там же) — израильский журналист и политический деятель, идеолог мирных переговоров с палестинцами и один из основных «архитекторов Осло».

## Биография
Рон Пундак родился в семье датско-израильского журналиста Герберта (Нахума) Пундика — редактора газет Politiken (в Дании) и «Давар ха-Шавуа» (в Израиле), участника Войны за независимость Израиля и бывшего сотрудника «Моссада». Старший брат Рона, Ури, погиб в 1973 году во время войны Судного дня
Сам Рон проходил военную службу в разведывательных частях АОИ. Получил степень доктора философии в Школе ориенталистики и африканистики Лондонского университета по специальности «Политическая и государственная история Ближнего Востока». По окончании учёбы работал журналистом в газете «Га-Арец».
В начале 1990-х годов Пундак, в рамках своей работы встречавшийся с многочисленными палестинскими политиками на Западном береу Иордана и в секторе Газа, пришёл к выводу, что единственный путь к миру на Ближнем Востоке — это прямые переговоры израильского руководства с Организацией освобождения Палестины (ООП). В это время, в 1992 году, переговоры с ООП в Израиле были уголовным преступлением, а израильская делегация в Вашингтоне вела в рамках Мадридского процесса переговоры с делегацией, представлявшей население Западного берега и сектора Газа, но не имевшей реальных рычагов влияния. Пундак и преподаватель Хайфского университета Яир Гиршфельд с ведома заместителя министра иностранных дел Йоси Бейлина вступили в тайные контакты с ООП. Некоторое время спустя Бейлин поставил в известность о происходящем министра иностранных дел Шимона Переса, который в свою очередь, убедившись в том, что переговоры с ООП могут принести результат, проинформировал премьер-министра Рабина. В середине 1993 года Пундак и Гиршфельд сформулировали первую версию будущих соглашений в Осло о шагах по мирному урегулированию израильско-палестинского конфликта.
После подписания соглашений в Осло и по мере развития израильско-палестинского диалога Пундак продолжал его активно поддерживать, в частности выступая посредником при заключении «соглашения Бейлина-Абу Мазена» в 1995 году. После того, как осенью 2000 года началась интифада Эль-Акса, он стал одним из авторов Женевской инициативы — нового плана мирного урегулирования, предполагавшего ликвидацию израильских поселений на территориях, раздел Иерусалима и частичное признание права на возвращение палестинских беженцев на территорию Государства Израиль. С 2001 по 2012 гг. Пундак был директором Центра мира Переса. В 2004 году было опубликовано письмо Пундака лидеру боевого крыла ООП «Танзим» Марвану Баргути, приговорённому израильским судом к пяти пожизненным заключениям за организацию террористических актов. В этом письме Пундак называл Баргути «настоящим партнером в деле установления мира», а вынесенный ему приговор — «страшной ошибкой».
В последние годы жизни Рон Пундак болел раком. Он скончался в Тель-Авиве в августе 2014 года в возрасте 59 лет, оставив после себя вдову и единственного сына. Его память в специальных обращениях почтили бывший на тот момент президентом Израиля Шимон Перес, бывший генеральный директор министерства иностранных дел Израиля Ури Савир, лидеры партий «Авода», «Мерец» и «Ха-Тнуа», а также бывший премьер-министр Израиля и идейный оппонент Пундака Эхуд Ольмерт и координатор ближневосточного мирного процесса от ООН Терье Рёд-Ларсен.